# Шарчино (Алтайский край)
Шарчино — село в Тюменцевском районе Алтайского края. Административный центр Шарчинского сельсовета.

## География
Село находится на левом берегу реки Кулунда, вблизи места впадения в неё реки Урывка. Абсолютная высота — 179 м над уровнем моря.

### Климат
Климат характеризуется как континентальный, с продолжительной холодной зимой и коротким тёплым летом. Средняя температура самого тёплого месяца (июля) составляет 18 — 20 °С (абсолютный максимум — 40 °С). Средняя температура самого холодного месяца (января) — −18 — −19 °С (абсолютный минимум — −52 °С). Годовое количество осадков — 300—350 мм. Продолжительность периода с устойчивым снежным покровом составляет 155 −160 дней.

## История
Основано в 1885 году. В 1926 году в селе имелось 589 хозяйств и проживало 3159 человек (1554 мужчины и 1605 женщин). В национальном составе населения того периода преобладали русские. В административном отношении являлось центром Шарчинского сельсовета Куликовского района Каменского округа Сибирского края.

## Население
| 1926  | 1959  | 1997  | 1998  | 1999  | 2000  | 2001  | 2002  | 2003  | 2004  |
| ----- | ----- | ----- | ----- | ----- | ----- | ----- | ----- | ----- | ----- |
| 3159  | ↗3807 | ↘1868 | ↘1839 | ↘1834 | ↗1844 | ↘1825 | ↗1836 | ↗1838 | ↗1844 |
| 2005  | 2006  | 2007  | 2008  | 2009  | 2010  | 2011  | 2012  | 2013  |       |
| ↘1830 | ↘1802 | ↘1790 | ↘1691 | ↘1629 | ↗1642 | ↘1635 | ↘1620 | ↘1590 |       |

### Национальный состав
Согласно результатам переписи 2002 года, в национальной структуре населения русские составляли 96 %.

## Улицы
| - ул. 20 лет Октября, - ул. Базарная, - ул. Байдукова, - ул. Береговая, - ул. Горького, - ул. Громова, | - ул. Кирова, - ул. Комсомольская, - ул. Короленко, - ул. Крупской, - ул. Кулундинская, - пер. Леваневского, | - ул. Ленина, - пер. Мостовой, - ул. Моховая, - ул. Партизанская, - пер. Прудской, - ул. Пушкина, | - ул. Свердлова, - пер. Стахановский, - пер. Степной, - ул. Ульяновская, - пер. Шмидта. |